# Tournoi de clôture du championnat du Honduras de football 2012
Navigation
Saison précédente Saison suivante
Le Tournoi Clausura 2012 est le vingt-neuvième tournoi saisonnier disputé au Honduras.
C'était cependant la 60e fois que le titre de champion du Honduras était remis en jeu.
Lors de ce tournoi, le CD Olimpia a conservé son titre de champion du Honduras face aux neuf meilleurs clubs honduriens.
Chacun des dix clubs participant était confronté deux fois aux neuf autres équipes. Puis les six meilleures se sont affrontés lors d'une phase finale à la fin du tournoi.
Seulement une place était qualificative pour la Ligue des champions de la CONCACAF.

## Les 10 clubs participants
Ce tableau présente les dix équipes qualifiées pour disputer le championnat 2011-2012. On y trouve le nom des clubs, le nom des stades dans lesquels ils évoluent ainsi que la capacité et la localisation de ces derniers.
| \| San Pedro Sula: CD Marathon Real España Atlético Choloma San Pedro Sula CD Motagua CD Necaxa CD Olimpia CD Motagua CD Necaxa CD Olimpia CD Motagua CD Necaxa CD Olimpia CD Platense San Pedro Sula Deportes Savio CD Victoria CD Vida CD Victoria CD Vida \| Localisation des clubs. |
| San Pedro Sula: CD Marathon Real España Atlético Choloma San Pedro Sula CD Motagua CD Necaxa CD Olimpia CD Motagua CD Necaxa CD Olimpia CD Motagua CD Necaxa CD Olimpia CD Platense San Pedro Sula Deportes Savio CD Victoria CD Vida CD Victoria CD Vida                               |

| Club                  | Stade                             | Capacité | Ville               |
| Atlético Choloma (en) | Stade Rubén Deras                 | 5 000    | Choloma             |
| CD Marathon           | Stade Yankel Rosenthal            | 15 000   | San Pedro Sula      |
| CD Motagua            | Stade Tiburcio Carias Andino      | 35 000   | Tegucigalpa         |
| CD Necaxa             | Stade Olympique José Simón Azcona | 5 000    | Tegucigalpa         |
| CD Olimpia            | Stade Tiburcio Carias Andino      | 35 000   | Tegucigalpa         |
| CD Platense           | Stade Excelsior                   | 10 000   | Puerto Cortés       |
| Real España           | Stade Francisco Morazán           | 20 000   | San Pedro Sula      |
| Deportes Savio        | Stade Sergio Antonio Reyes        | 3 000    | Santa Rosa de Copán |
| CD Victoria           | Stade Nilmo Edwards               | 25 000   | La Ceiba            |
| CD Vida               | Stade Nilmo Edwards               | 25 000   | La Ceiba            |

## Compétition
Le tournoi Clausura s'est déroulé de la même façon que les tournois saisonniers précédents, en deux phases :
- La phase de qualification : les dix-huit journées de championnat.
- La phase finale : les matchs aller-retour allant des quarts de finale à la finale.

### Phase de qualification
Lors de la phase de qualification les dix équipes affrontent à deux reprises les neuf autres équipes selon un calendrier tiré aléatoirement.
Les deux meilleures équipes sont qualifiées directement pour les demi-finale alors que les quatre suivantes se qualifient pour les quarts de finale.
Le classement est établi sur le barème de points classique (victoire à 3 points, match nul à 1, défaite à 0).
Le départage final se fait selon les critères suivants :
- Le nombre de points.
- La différence de buts générale.
- La différence de buts particulière.
- Le nombre de buts marqué.

#### Classement
| Rang | Équipe                    | Pts | J  | G  | N  | P  | Bp | Bc | Diff |
| ---- | ------------------------- | --- | -- | -- | -- | -- | -- | -- | ---- |
| 1    | CD Olimpia (T)            | 35  | 18 | 10 | 5  | 3  | 32 | 14 | +18  |
| 2    | CD Motagua                | 32  | 18 | 7  | 11 | 0  | 22 | 10 | +12  |
| 3    | CD Marathon               | 31  | 18 | 8  | 7  | 3  | 25 | 19 | +6   |
| 4    | Atlético Choloma (en) (P) | 29  | 18 | 8  | 5  | 5  | 20 | 18 | +2   |
| 5    | Real España               | 25  | 18 | 7  | 4  | 7  | 28 | 26 | +2   |
| 6    | CD Vida                   | 24  | 18 | 5  | 9  | 4  | 24 | 25 | -1   |
| 7    | CD Victoria               | 22  | 18 | 7  | 1  | 10 | 28 | 28 | 0    |
| 8    | CD Necaxa                 | 16  | 18 | 4  | 4  | 10 | 20 | 25 | -5   |
| 9    | Deportes Savio            | 16  | 18 | 4  | 4  | 10 | 25 | 41 | -16  |
| 10   | CD Platense               | 11  | 18 | 1  | 8  | 9  | 14 | 32 | -18  |

| Légende : Qualifications et relégations | Légende : Qualifications et relégations                  |
| --------------------------------------- | -------------------------------------------------------- |
|                                         | Qualifié pour les demi-finales                           |
|                                         | Qualifié pour les quarts de finale                       |
|                                         | (T) : Tenant du titre (P) : Promu de la saison 2010-2011 |

#### Matchs
| Résultats (▼dom., ►ext.)                                   | Cho | Sav | Mar | Mot | Nex | Oli | Pla | Esp | Vic | Vid |
| Atlético Choloma (en)                                      |     | 2-1 | 2-3 | 0-0 | 2-0 | 1-0 | 1-0 | 1-1 | 2-1 | 2-1 |
| Deportes Savio                                             | 0-0 |     | 1-1 | 1-4 | 2-1 | 2-4 | 2-1 | 2-5 | 2-1 | 3-3 |
| CD Marathon                                                | 1-1 | 1-0 |     | 0-1 | 1-1 | 1-0 | 2-2 | 2-1 | 2-1 | 2-3 |
| CD Motagua                                                 | 1-0 | 0-0 | 1-1 |     | 2-0 | 0-0 | 1-1 | 2-0 | 2-0 | 1-1 |
| CD Necaxa                                                  | 2-0 | 2-1 | 0-1 | 2-2 |     | 0-0 | 5-0 | 0-1 | 2-3 | 0-0 |
| CD Olimpia                                                 | 2-0 | 7-2 | 1-0 | 0-0 | 4-0 |     | 2-0 | 2-2 | 1-0 | 1-0 |
| CD Platense                                                | 0-2 | 2-1 | 1-1 | 1-1 | 0-3 | 0-3 |     | 1-1 | 2-2 | 1-1 |
| Real España                                                | 3-1 | 2-1 | 1-3 | 1-1 | 2-0 | 1-2 | 1-0 |     | 1-2 | 4-0 |
| CD Victoria                                                | 1-2 | 5-1 | 0-1 | 1-2 | 3-2 | 2-0 | 3-2 | 2-1 |     | 1-2 |
| CD Vida                                                    | 1-1 | 0-3 | 2-2 | 1-1 | 1-0 | 3-3 | 0-0 | 4-0 | 1-0 |     |
| - Victoire à domicile - Match nul - Victoire à l'extérieur |     |     |     |     |     |     |     |     |     |     |

### Classement cumulatif
| Rang | Équipe                    | Pts | J  | G  | N  | P  | Bp | Bc | Diff |
| ---- | ------------------------- | --- | -- | -- | -- | -- | -- | -- | ---- |
| 1    | CD Marathon               | 62  | 36 | 17 | 11 | 8  | 57 | 38 | +19  |
| 2    | CD Olimpia (C)            | 61  | 36 | 17 | 10 | 9  | 48 | 25 | +23  |
| 3    | Real España               | 59  | 36 | 16 | 11 | 9  | 53 | 39 | +14  |
| 4    | CD Motagua                | 54  | 36 | 13 | 15 | 8  | 42 | 29 | +13  |
| 5    | CD Vida                   | 50  | 36 | 12 | 14 | 10 | 43 | 46 | -3   |
| 6    | Atlético Choloma (en) (P) | 47  | 36 | 11 | 14 | 11 | 38 | 45 | -7   |
| 7    | CD Victoria               | 41  | 36 | 12 | 5  | 19 | 49 | 53 | -4   |
| 8    | Deportes Savio            | 40  | 36 | 10 | 10 | 16 | 47 | 66 | -19  |
| 9    | CD Necaxa                 | 39  | 36 | 10 | 9  | 17 | 36 | 45 | -9   |
| 10   | CD Platense               | 32  | 36 | 7  | 11 | 18 | 28 | 55 | -27  |

| Légende : Qualifications et relégations | Légende : Qualifications et relégations                                           |
| --------------------------------------- | --------------------------------------------------------------------------------- |
|                                         | Ligue des champions de la CONCACAF 2012-2013 (Phase de groupes)                   |
|                                         | Relégué en Liga Nacional de Ascenso                                               |
|                                         | (C) : Vainqueur des deux tournois de la saison (P) : Promu de la saison 2010-2011 |

### La Phase Finale
Les six équipes qualifiées sont réparties dans le tableau final d'après leur classement général, le deuxième affrontant lors des demi-finales le vainqueur du quart opposant le quatrième au cinquième et le premier affrontant le vainqueur du quart opposant le troisième au sixième.
En cas d'égalité sur la somme des deux matchs, c'est la position au classement général qui départage les deux équipes, sauf pour la finale où des prolongations puis une séance de tirs au but ont éventuellement lieu.

#### Tableau
|  |                       |               |               |               |               |     |   |            |            |            |            |            |     |   |        |        |        |        |        |  |  |
|  | 1/4 de finale         | 1/4 de finale | 1/4 de finale | 1/4 de finale | 1/4 de finale |     |   | 1/2 finale | 1/2 finale | 1/2 finale | 1/2 finale | 1/2 finale |     |   | Finale | Finale | Finale | Finale | Finale |  |  |
|  |                       |               |               |               |               |     |   |            |            |            |            |            |     |   |        |        |        |        |        |  |  |
|  |                       |               |               |               |               |     |   |            |            |            |            |            |     |   |        |        |        |        |        |  |  |
|  |                       |               |               |               |               |     |   |            |            |            |            |            |     |   |        |        |        |        |        |  |  |
|  |                       |               |               |               |               |     |   |            |            |            |            |            |     |   |        |        |        |        |        |  |  |
|  |                       |               |               |               |               |     |   |            |            |            |            |            |     |   |        |        |        |        |        |  |  |
|  | CD Olimpia            | (1)           | 1             | 5             |               |     |   |            |            |            |            |            |     |   |        |        |        |        |        |  |  |
|  | CD Olimpia            | (1)           | 1             | 5             |               |     |   |            |            |            |            |            |     |   |        |        |        |        |        |  |  |
|  |                       |               | Real España   | (6)           | 0             | 0   |   |            |            |            |            |            |     |   |        |        |        |        |        |  |  |
|  | Atlético Choloma (en) | (3)           | Real España   | (6)           | 0             | 0   | 0 | 1          |            |            |            |            |     |   |        |        |        |        |        |  |  |
|  | Atlético Choloma (en) | (3)           |               |               |               |     |   |            |            |            |            |            |     |   |        |        |        |        |        |  |  |
|  | Real España           | (6)           | 1             | 2             |               |     |   |            |            |            |            |            |     |   |        |        |        |        |        |  |  |
|  | Real España           | (6)           | 1             | 2             |               |     |   |            |            |            |            | CD Olimpia | (1) | 0 | 1      |        |        |        |        |  |  |
|  |                       |               |               |               |               |     |   |            |            |            |            | CD Olimpia | (1) | 0 | 1      |        |        |        |        |  |  |
|  |                       | CD Marathón   | (4)           | 0             | 0             |     |   |            |            |            |            |            |     |   |        |        |        |        |        |  |  |
|  | CD Marathón           | CD Marathón   | (4)           | 0             | 0             | (4) | 0 | 2          |            |            |            |            |     |   |        |        |        |        |        |  |  |
|  | CD Marathón           |               |               |               |               |     | 0 | 2          |            |            |            |            |     |   |        |        |        |        |        |  |  |
|  | CD Vida               | (5)           | 0             | 1             |               |     |   |            |            |            |            |            |     |   |        |        |        |        |        |  |  |
|  | CD Vida               | (5)           | 0             | 1             | CD Marathón   | (4) | 0 | 2          |            |            |            |            |     |   |        |        |        |        |        |  |  |
|  |                       |               |               |               |               | (4) | 0 | 2          |            |            |            |            |     |   |        |        |        |        |        |  |  |
|  |                       |               | CD Motagua    | (2)           | 0             | 1   |   |            |            |            |            |            |     |   |        |        |        |        |        |  |  |
|  |                       |               |               |               |               | 1   |   |            |            |            |            |            |     |   |        |        |        |        |        |  |  |
|  |                       |               |               |               |               |     |   |            |            |            |            |            |     |   |        |        |        |        |        |  |  |
|  |                       |               |               |               |               |     |   |            |            |            |            |            |     |   |        |        |        |        |        |  |  |
|  |                       |               |               |               |               |     |   |            |            |            |            |            |     |   |        |        |        |        |        |  |  |

#### Quarts de finale
| Club                  | Aller | Retour | Club        | Commentaire |
| CD Marathon           | 0-0   | 2-1    | CD Vida     |             |
| Atlético Choloma (en) | 0-1   | 1-2    | Real España |             |

#### Demi-finales
| Club       | Aller | Retour | Club        | Commentaire |
| CD Olimpia | 1-0   | 5-0    | Real España |             |
| CD Motagua | 0-0   | 1-2    | CD Marathon |             |

#### Finale
| Match aller | CD Marathon | 0:0   | CD Olimpia | Stade Olímpico Metropolitano                    |                                                 |
| 12 mai 2012 |             | (0:0) |            | Spectateurs : 13 898 Arbitrage : Armando Castro | Spectateurs : 13 898 Arbitrage : Armando Castro |
| 12 mai 2012 | Rapport     |       |            | Spectateurs : 13 898 Arbitrage : Armando Castro | Spectateurs : 13 898 Arbitrage : Armando Castro |

| Match retour | CD Olimpia  | 1:0   | CD Marathon | Stade Tiburcio Carias Andino                      |                                                   |
| 20 mai 2012  | Caetano 47e | (0:0) |             | Spectateurs : 26 692 Arbitrage : Héctor Rodríguez | Spectateurs : 26 692 Arbitrage : Héctor Rodríguez |
| 20 mai 2012  | Rapport     |       |             | Spectateurs : 26 692 Arbitrage : Héctor Rodríguez | Spectateurs : 26 692 Arbitrage : Héctor Rodríguez |

## Bilan du tournoi
| Tableau d'Honneur     |            |
| Compétition           | Vainqueur  |
| Tournoi Clausura 2012 | CD Olimpia |

| Qualifications continentales 2012-2013 |             |
| Ligue des champions                    | Qualifiés   |
| Phase de groupes                       | CD Marathon |

| Promotions et relégations           |                       |
| Relégué en Liga Nacional de Ascenso | CD Platense           |
| Promu de Liga Nacional de Ascenso   | CD Real Sociedad (en) |

## Statistiques

### Buteurs
| Rang | Nom                  | Équipe                | Buts |
| 1    | Óscar Torlacoff      | Atlético Choloma (en) | 9    |
| 2    | Mauricio Copete      | CD Victoria           | 8    |
| 2    | Jocimar Nascimento   | Deportes Savio        | 8    |
| 2    | Roger Rojas          | CD Olimpia            | 8    |
| 5    | Luis Alfredo Ramírez | CD Marathon           | 7    |
| 5    | Charles Córdoba      | CD Vida               | 7    |
| 5    | Juan Mejía           | CD Olimpia            | 7    |
| 8    | Jonathan Hansen      | Real España           | 6    |
| 8    | Carlos Discua        | CD Motagua            | 6    |
| 8    | Caetano              | CD Olimpia            | 6    |
| 11   | 4 joueurs            | 4 joueurs             | 5    |
| 15   | 8 joueurs            | 8 joueurs             | 4    |
| 23   | 8 joueurs            | 8 joueurs             | 3    |
| 31   | 22 joueurs           | 22 joueurs            | 2    |
| 53   | 55 joueurs           | 55 joueurs            | 1    |